# Environnement de travail collaboratif
Pour les articles homonymes, voir CWE.
Les environnements de travail collaboratif (en anglais, Collaborative Working Environment ou CWE) fournissent aux gens une aide dans leur travail individuel et professionnel. Les recherches en environnement collaboratif impliquent des problèmes et considérations d'ordres organisationnels, techniques et sociaux.
Les applications suivantes sont considérées comme des éléments d'un environnement de travail collaboratif :
- courrier électronique ;
- messageries instantanées ;
- partage d'application ;
- visioconférence ;
- espace de travail collaboratif et gestion de documents ;
- gestion des tâches et de processus ;
- wikis (ex: les pages de wikis décrivent des concepts permettant la compréhension commune par un groupe ou une communauté) ;
- blogs, où les entrées sont catégorisées par groupe, communauté ou autres concepts permettant la collaboration.